# Каттлея Лоуренса
Каттлея Лоуренса (лат. Cattleya lawrenceana) — многолетнее травянистое растение семейства Орхидные.
Вид популярен в комнатном и оранжерейном цветоводстве, широко представлен в ботанических садах.

## Этимологияи история описания
Каттлея Лоуренса впервые обнаружена сэром Робертом Шомбургком во время экспедиции по приграничным участкам Венесуэлы, Бразилии и Гвианы, но она не была признана как новый вид, видовой статус получила гораздо позднее. Окончательно вид в 1884 г. открыл сборщик орхидей по фамилии Сейдел, работавший на садоводческую фирму Фредерика Сандера. Первая партия растений не дошла до Англии — корабль потерпел крушение. В начале 1885 г. из Бразилии прибыл второй корабль, привезённые им растения и были описаны Генрихом Райхенбахом.
Вид назван в честь Джеймса Джона Тревора Лоуренса — одного из президентов Королевского садоводческого общества. Также в честь него был назван Paphiopedilum lawreneanum.

## Природныеразновидности
Cattleya lawrenceana имеет один из самых широких диапазонов цветовых форм среди всех каттлей. Цветки типовой формы бледно-лавандового цвета с тёмно-розово-сиреневой губой.
В культуре известны несколько форм:
- Cattleya lawrenceana var. coerulea
- Cattleya lawrenceana f. delicata
- Cattleya lawrenceana var. flamea
- Cattleya lawrenceana var. alba
- Cattleya lawrenceana var. semialba
- Cattleya lawrenceana var. aquinii
- Cattleya lawrenceana var. concolor

## Ареал, экологические особенности
Гран Сабана на юго-востоке штата Боливар в Венесуэле, где Венесуэла граничит с Бразилией и Гайаной. Её находили со всех сторон этой границы, но большая часть популяции расположена в Венесуэле. Район имеет влажный тропический климат со средней температурой 28 °С, но в ночные часы она может опускаться до 13 °C.
Каттлеи Лоуренса растут в лесных районах, как правило, вблизи ручьев или рек, чаще встречаются на высотах 250—3000 метров над уровнем моря.
Cattleya lawrenceana входит в Приложение II Конвенции CITES.
 Цель Конвенции состоит в том, чтобы гарантировать, что международная торговля дикими животными и растениями не создаёт угрозы их выживанию. Приложение включает все виды, которые в данное время хотя и не обязательно находятся под угрозой исчезновения, но могут оказаться под такой угрозой, если торговля образцами таких видов не будет строго регулироваться в целях недопущения такого использования, которое несовместимо с их выживанием; а также другие виды, которые должны подлежать регулированию для того, чтобы над торговлей образцами некоторых видов из первого списка мог быть установлен эффективный контроль.

## Биологическое описание
Симподиальные растения средних размеров.
Как у Cattleya labiata, С. lawrenceana имеет один лист в верхней части псевдобульбы, но псевдобульбы намного короче и тоньше, чем у C. labiata, большинство имеет характерный красный оттенок. Высота растений 25—35 см. В соцветии от 2 до 8 цветков. Хотя цветы каттлеи Лоуренса можут достигать размеров цветков типичных C. labiata, обычно они достигают лишь половина их размеров (диаметр 12—13 см) и имеют необычно узкую трубчатую губу.
В природе С. lawrenceana цветёт в период с февраля по апрель. Цветение продолжительное, 25—30 дней.

## В культуре
Каттлея Лоуренса считается трудным в культуре видом. Посадка на блок, в корзинки или глиняные не глазурованные горшки диаметром не больше даже 12 см. Cattleya lawrenceana обычно начинает активно расти летом, а завершает рост в октябре-ноябре. Затем у неё наступает период покоя, который длится до весеннего цветения. Пересаживать растения рекомендуется только по крайней необходимости.
Температурная группа — тёплая. Дневная температура круглый год около 29 °C, ночная — около 21 °C.
Относительная влажность воздуха 70—80 % %. Полив после полного просыхания субстрата. Период покоя зимой, когда полив несколько снижают.
Освещение: прямой солнечный свет в первой и второй половине дня с легким притенением в середине дня при интенсивном движении воздуха. Светло зелёный цвет листьев, является хорошим индикатором того, что растения получают нужное количество света.
Подкормки только в период активной вегетации комплексным удобрением для орхидей в минимальной концентрации 1—3 раза в месяц.